# NGC 5270
NGC 5270 (również PGC 48527 lub UGC 8673) – galaktyka spiralna z poprzeczką (SBb), znajdująca się w gwiazdozbiorze Panny. Odkrył ją John Herschel 7 kwietnia 1828 roku.
W galaktyce tej zaobserwowano supernową SN 2014bs.